# Santiago de Estrada
Santiago Manuel de Estrada (Buenos Aires, 17 de diciembre de 1935-8 de abril de 2024) fue un político y abogado argentino, desempeñó diversos cargos públicos en gobiernos de facto, radicales, justicialistas y del PRO.

## Carrera
Fue subsecretario de Seguridad Social durante la dictadura de Juan Carlos Onganía, entre 1967 y 1969, donde participó en la organización del sistema previsional argentino, universalizando la jubilación obligatoria. En 1976 fue designado por el presidente de facto Jorge Rafael Videla como secretario de Seguridad Social, cargo que ocupó hasta 1980. Simultáneamente asumió como Interventor del Instituto Nacional de Servicios para Jubilados y Pensionados (1979-1983). Fue designado como Embajador ante la Santa Sede durante el gobierno radical de Raúl Alfonsín (1984-1989).
El presidente Carlos Menem (1989-1999) lo designó en Seguridad Social y el PAMI entre 1989 y 1991. Renunció por no estar de acuerdo con la reforma previsional que acabaría implantando las Administradoras de Fondos de Jubilaciones y Pensiones. Si bien acordaba con la privatización del sistema, consideraba mejor un sistema mixto para asegurar la sostenibilidad en el tiempo. En 1998 volvió a designarlo subsecretario de Desarrollo Social, primero, y Secretario de Seguridad Social en 1999.
En 1998 se afilió al Partido Justicialista. En 2000 fue elegido legislador de la Ciudad de Buenos Aires en la lista encabezada por Domingo Cavallo. En 2003 fue reelecto como legislador como cabeza de la lista Juntos por Buenos Aires, apoyando a Mauricio Macri para Jefe de Gobierno de la Ciudad de Buenos Aires. En diciembre de 2003 fue elegido como vicepresidente primero de la Legislatura de la Ciudad de Buenos Aires, quedando a partir de 2006 primero en la línea sucesoria. Fue apodado "el obispo" por su cercanía a la jerarquía católica, favoreciéndola con diferentes proyectos. Fue designado en 2007 como auditor porteño.
En diciembre de 2015, fue designado secretario de Culto de la Cancillería Argentina por el gobierno de Mauricio Macri.
Falleció el 8 de abril de 2024, a los 88 años de edad. 

## Vida personal
Su padre, Santiago Alberto de Estrada, fue también embajador ante la Santa Sede.